# El Jadida
El Jadida (tidigare Mazagan) är en hamnstad vid atlantkusten i Marocko, cirka 100 kilometer sydväst om Casablanca. Den är administrativ huvudort för provinsen El Jadida, som är en del av regionen Casablanca-Settat. Folkmängden uppgår till cirka 200 000 invånare.
Staden växte upp kring ett portugisiskt fort som anlades här 1502, och var en portugisisk stöttepunkt i Marocko till 1769. Från 1500-talet finns stadsmuren och underjordiska cisterner med valv kvar.
Stadens namn (الجديدة) är arabiska för "den nya", har även kallats El-Bridscha, "det lilla fästet". På portugisiska kallades den Mazagão och på spanska Mazagan. Här är en lista över tidigare namn : Al-Breyja / Mazagão / al-Mahdouma / el-Jadida / Mazagan / el-Jadida.
Staden exporterar bönor, mandel, majs, kikärt, ull, skinn, vax samt ägg och importerar bomullsprodukter, socker, te, ris med mera. Viss badturism till staden förekommer.

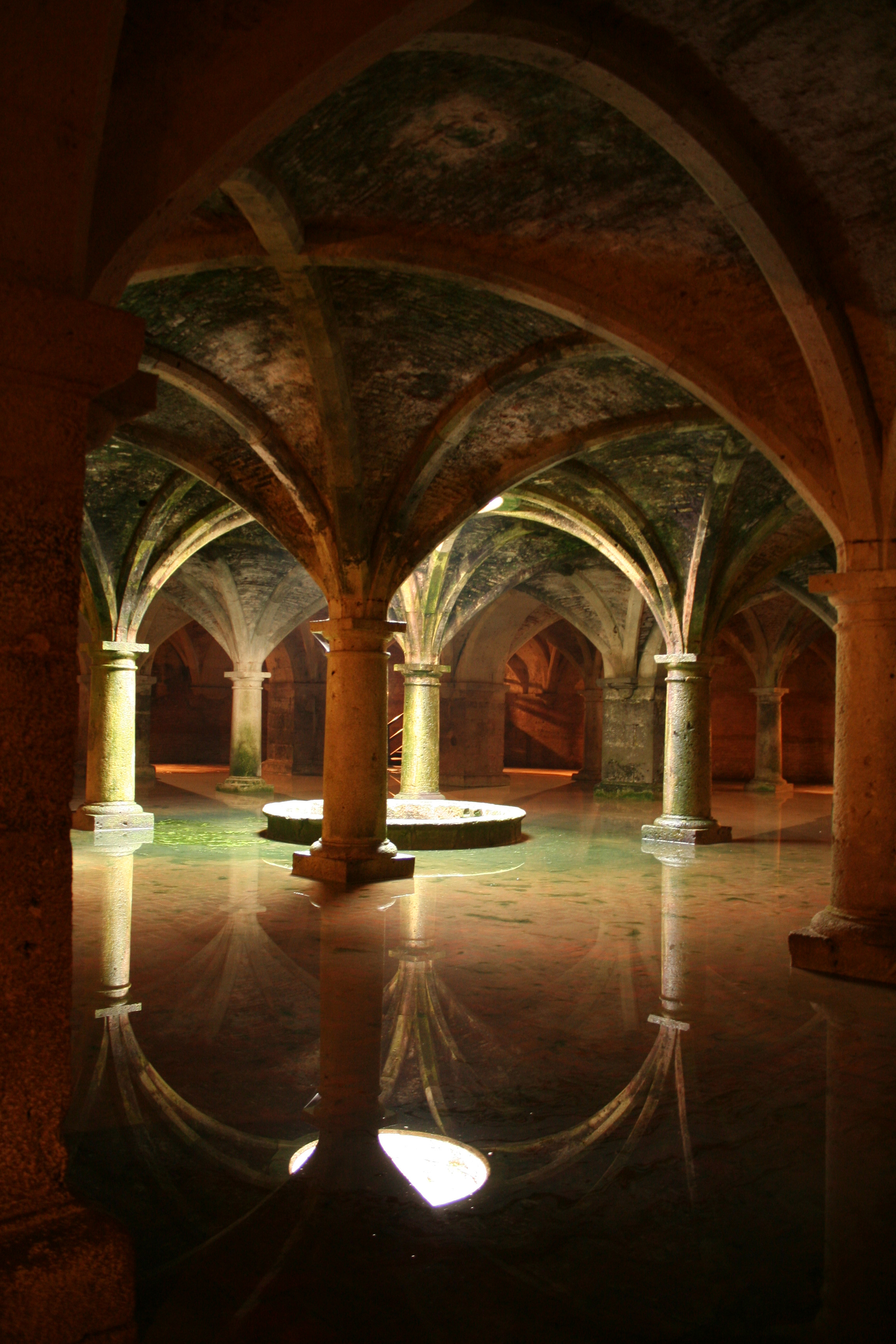
Den portugisiska cisternen i El Jadida.

## Världsarv
Från havet har El Jadida ett icke-moriskt utseende. Den har massiva portugisiska murar av huggen sten och är ett tidigt exempel på renässansens militära byggnadsverk. Dessa gamla välbevarade byggnader i sengotisk stil, med bland annat en cistern och en kyrka, blev 2004 klassade som ett världsarv.